# توماس ام. استورک
توماس ام. استورک (به انگلیسی: Thomas More Storke) سناتور سابق عضو حزب دموکرات ایالات متحده آمریکا بود. وی در سال ۱۹۳۸ تا ۱۹۳۹ میلادی سناتور ایالت کالیفرنیا در سنای ایالات متحده آمریکا بود.